# Julio Gómez

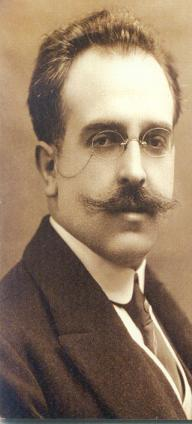

Domingo Julio Liberato Macario Gómez García, född 20 december 1886, död 22 december 1973, var en spansk tonsättare och musikskriftställare.
Gomez var bibliotekarie vid konservatoriet i Madrid. Han har författat essäer över spansk musik under 1500–1700-talet samt komponerat sånger och en orkestersvit.